# Doris Abele
Doris Abele és una biòloga marina antàrtica que treballa a l'Institut Alfred Wegener per a la investigació polar i marina (Alfred-Wegener-Institut, Helmholtz-Zentrum für Polar- und Meeresforschung, AWI). Dirigeix el grup de recerca que treballa en «Fisiologia de l'estrès i envelliment» en invertebrats marins i també en el programa d'Ecologia, regions i costes polars en el sistema canviant de la Terra (Ecology Polar regions And Coasts in the changing Earth System, PACES).

## Joventut i educació
Abele va rebre el seu diploma en biologia de la Universitat de Düsseldorf el 1984, seguit d'un doctorat en biologia marina i bioquímica el 1988. Va treballar com a investigadora postdoctoral a la Universitat de Bremen el 1989, on es va especialitzar en recerca de radicals de l'oxigen.

## Investigacions
Els interessos de recerca d'Abele radiquen en l'envelliment fisiològic en ectoterms, l'evolució de gens i genomes, l'impacte dels canvis climàtics en el bentos costaner antàrtic i els homòlegs de HIF-1 en organismes marins. A més dels seus articles científics també ha publicat material de cursos universitaris, així com llibres.
Entre 2007 i 2009, va coordinar el projecte IPY_ClicOPEN d' «Efectes del canvi climàtic» en els ecosistemes costaners a la Península Antàrtica. Entre 2011 i 2013, va coordinar el projecte IMCOAST «Impacte del canvi climàtic en els ecosistemes costaners antàrtics». Entre 2013 i 2016, va treballar com a coordinadora de la «Xarxa d'Intercanvi de Personal i Capacitació en IMCONet sobre la Modelació Interdisciplinària del canvi climàtic a l'Antàrtida costanera occidental».
Abele ha dirigit 9 expedicions a la base Carlini, Illa Rei Jordi (Antàrtida), per treballar en el Laboratori Dallmann. Va dirigir el programa internacional ESF (Fons Social Europeu), IMCOAST (Impacte del canvi climàtic en els sistemes costaners antàrtics: 2010-2016). Actualment treballa per l'AWI, i ha col·laborat àmpliament amb el British Antarctic Survey (BAS). És la coordinadora de MCONet - Modelatge interdisciplinari del canvi climàtic a l'Antàrtida costanera occidental - Xarxa per a l'intercanvi de personal i la capacitació.
A més de la seva investigació, també dona conferències a la Universitat de Bremen.

## Obres seleccionades
- G., Husmann; E. R., Philipp; D., Abele «Seasonal proliferation rates and the capacity to express genes involved in cell cycling and maintenance in response to seasonal and experimental food shortage in Laternula elliptica from King George Island». Marine Environmental research, 118, 2016, pàg. 57–68. DOI: 10.1016/j.marenvres.2016.05.003.
- R., Sahade; C., Lagger; L., Torre; F., Momo; et al. «Climate change and glacier retreat drive shifts in an Antarctic benthic ecosystem». Science Advances, 1, 2015, pàg. e1500050. Bibcode: 2015SciA....1E0050S. DOI: 10.1126/sciadv.1500050.
- A.V., Bers; F., Momo; I, Schloss; D., Abele «Analysis of trends and sudden changes in environmental long-term data from King George Island (Antarctica): Relationships between global climatic oscillations and local system response». Climatic Change, 116, 2013, pàg. 789–803. DOI: 10.1007/s10584-012-0523-4.
- I.R., Schloss; D., Abele; S., Moreau; S., Demers; et al. «Response of Potter Cove phytoplankton dynamics to 19 year (1991-2009) climate trends». Journal of Marine Systems, 92, 2012, pàg. 53–66. Bibcode: 2012JMS....92...53S. DOI: 10.1016/j.jmarsys.2011.10.006.

## Premis i distincions
Abele ha rebut el premi BIOMARIS (Biomaris Research Prize for Promoting Sciences) del estat de Bremen el 2013.